# Aka-Kelo-Molo jezici
Aka-Kelo-Molo jezici, malena gotovo nestala podskupina istočnojebelskih jezika, šira istočnosudanska skupina,  iz Sudana. Obuhvaća 3 jezika kojima govori tek po nekoliko stotina ljudi, to su aka ili fa-c-aka [soh], 300 (1989 Bender); kelo [xel], 200; i molo ili malkan [zmo], 100 (1988 M. Bender)

## Vanjske poveznice
- Ethnologue (14th)
- Ethnologue (15th)